# Battaglia di Levounion
La battaglia di Levounion fu la prima vittoria decisiva per i Bizantini all'inizio della rinascita dell'Impero bizantino sotto i Comneni. Fu combattuta il 29 aprile, 1091, quando un grande esercito invasore di Peceneghi fu sconfitto pesantemente dalle forze dell'esercito bizantino sotto il comando dell'Imperatore Alessio I Comneno e dai Cumani, alleati dei bizantini.

## Antefatti
Il 26 agosto 1071, l'esercito bizantino guidato dall'imperatore Romano IV Diogene fu sconfitto dai turchi selgiuchidi nella battaglia di Manzikert, cittadina situata nella parte orientale dell'Asia Minore. A causa di questa sconfitta Romano IV fu costretto abdicare, e gli succedette Michele VII Ducas, che rifiutò di osservare il trattato firmato da Romano IV. Come risposta, i turchi cominciarono a penetrare in Anatolia dal 1073, senza incontrare nessuna resistenza organizzata. Il caos regnava in Anatolia, mentre le risorse dell'Impero bizantino venivano sperperate in una serie di guerre civili disastrose, e quindi non si poteva difendere la regione. Anche i Turcomanni penetrarono in Anatolia: già nel 1080, l'Impero bizantino aveva perso una superficie di 30 000 miglia quadrate. Il disastro era enorme, con più della metà della forza lavoro romea perduta, insieme alla maggior parte del raccolto del grano che doveva andare a sfamare tutti i cittadini dell'Impero. In questo modo la battaglia di Manzikert provocò il colpo più grave che l'Impero bizantino avesse subito nei suoi 700 anni di storia (fino al 1080).
Vedendo la sconfitta e l'entità del disastro che dilagava nell'ormai inesistente Asia minore bizantina Alessio I Comneno, giovane generale che aveva iniziato a combattere contro i turchi da quando aveva quattordici anni, volle impadronirsi del trono di Bisanzio, per riscattare l'Impero bizantino; riuscì nel suo intento nella Pasqua del 4 aprile 1081. Secondo lo storico John Julius Norwich, la salita al trono di Alessio I Comneno fu un evento vitale per la storia dell'impero bizantino, perché questi fu in grado di fermarne la dissoluzione e anzi di riprendere l'offensiva, riconquistando parte dei territori perduti.

## L'invasione dei Peceneghi
Nella primavera del 1087, le notizie di un'enorme invasione dal nord raggiunsero la corte bizantina. Gli invasori erano i peceneghi, una popolazione barbarica proveniente dalla regione a nord-ovest del Mar Nero; le cronache ci dicono che i Peceneghi erano circa in 80000. Approfittando della critica situazione dell'Impero in Asia Minore, le orde dei Peceneghi si diressero verso la capitale bizantina Costantinopoli, saccheggiando lungo la marcia i Balcani del Nord. L'invasione pose una seria minaccia per l'Impero bizantino: dopo continui anni di guerra civile e trascuratezza dell'esercito, Alessio I Comneno non aveva abbastanza truppe per respingerla. Alessio dovette contare sulla propria ingegnosità ed abilità diplomatica per salvare l'Impero bizantino dall'annientamento: non disponendo delle forze militari necessarie a respingere l'invasione, si alleò con la tribù nomade dei Cumani, che furono pronti a schierarsi in battaglia contro i Peceneghi.

## La battaglia

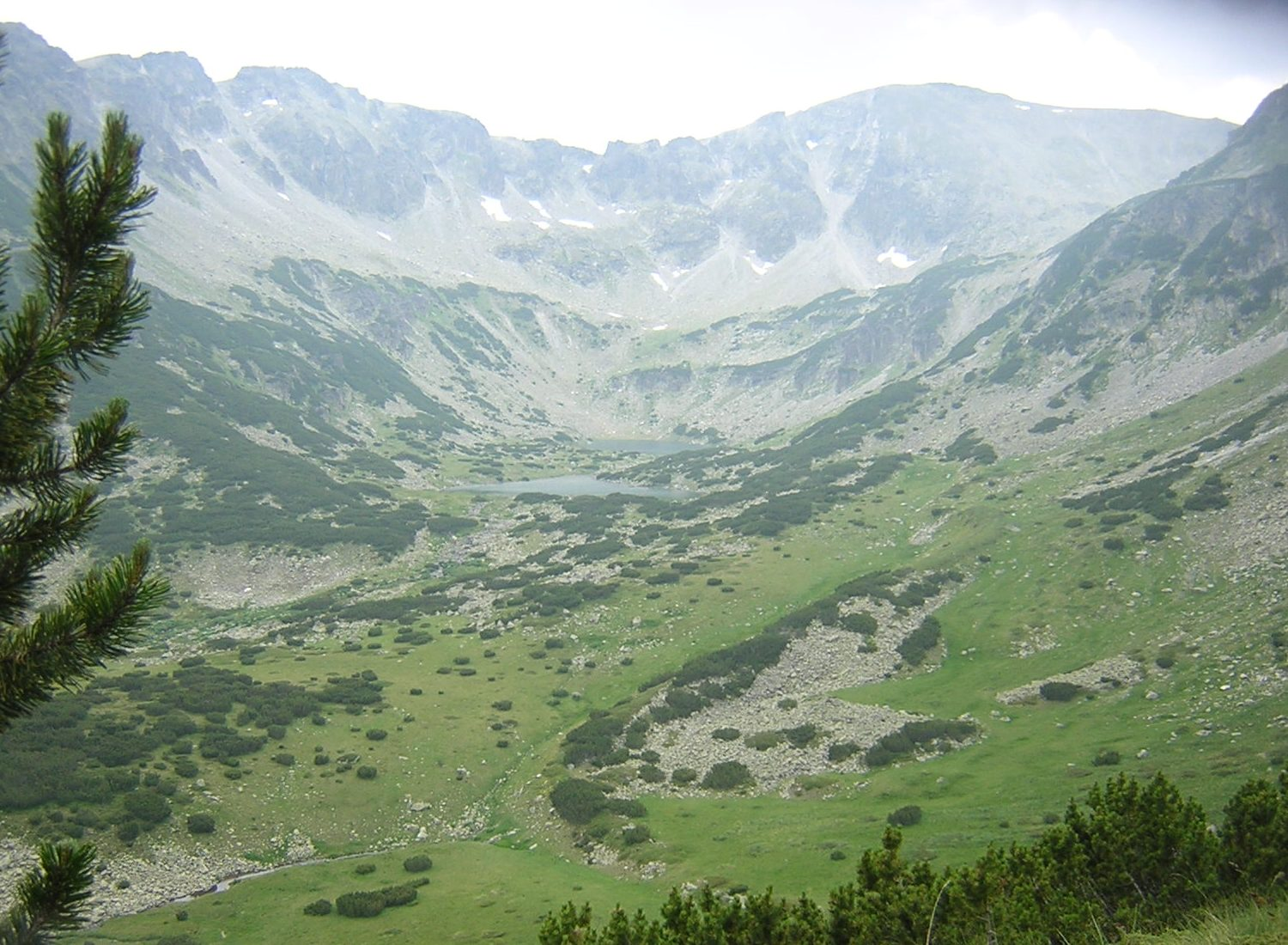
Il fiume Maritsa nel sud della Bulgaria.

La vittoria di Alessio si attuò grazie all'aiuto dei cumani, che si schierarono dalla sua parte in cambio di una cospicua ricompensa. Verso la fine della primavera del 1091, i soldati cumani entrarono nell'Impero: con il loro aiuto, l'imperatore era pronto a contrastare i Peceneghi. Lunedì 28 aprile del 1091, Alessio e i Cumani raggiunsero l'accampamento dei Peceneghi a Levounion, vicino al fiume Maritsa.
I Peceneghi furono presi di sorpresa: la battaglia, che si svolse tra la sera del 28 aprile e la mattina del 29 aprile fu un vero e proprio massacro. I Peceneghi avevano portato con loro le donne e i bambini e non erano preparati all'impatto di un attacco così feroce. La resistenza di alcuni soldati peceneghi fu sventata rapidamente e i Cumani vittoriosi iniziarono ad uccidere tutti coloro che trovavano, senza un briciolo di pietà; ai bizantini bastava che l'esercito dei Peceneghi fosse stato sconfitto. I pochi superstiti furono imprigionati dai bizantini (perché i Cumani pensavano solo ad uccidere e non a fare prigionieri), i soldati imprigionati furono arruolati nell'esercito bizantino, mentre le donne i bambini furono rilasciati.

## L'importanza della battaglia di Levounion
La battaglia di Levounion era stata la più grande vittoria riportata dall'esercito bizantino da più di mezzo secolo e fu la dimostrazione del miglioramento delle condizioni dell'Impero, non più sull'orlo del collasso come era stato fino a poco tempo prima. I Peceneghi erano stati distrutti, e i possedimenti europei dell'Impero bizantino ora erano sicuri. Alessio fu considerato dai sudditi come il salvatore dell'Impero bizantino nell'ora del bisogno, e la vittoria alzò il morale all'interno dell'esercito.
Per gli anni a venire, Alessio I Comneno riorganizzò l'esercito bizantino, e mantenne sicure le frontiere, e così fecero anche i suoi discendenti. Grazie a questa rinnovazione gli eserciti bizantini riusciranno a riconquistare gran parte dell'Asia Minore, territorio molto importante per l'Impero bizantino visto che queste regioni erano molto fertili. Con il ripristino dell'amministrazione bizantina, l'Impero divenne più ricco durante il XII secolo, e Costantinopoli tornò a essere la più grande metropoli del mondo cristiano. Così la battaglia di Levounion del 1091 contrassegnò l'inizio di una riorganizzazione dell'Impero bizantino e una espansione territoriale che durò per cent'anni, fino a che non cadde la dinastia dei Comneni alla fine del XII secolo.